# Lijst van rivieren in Mozambique

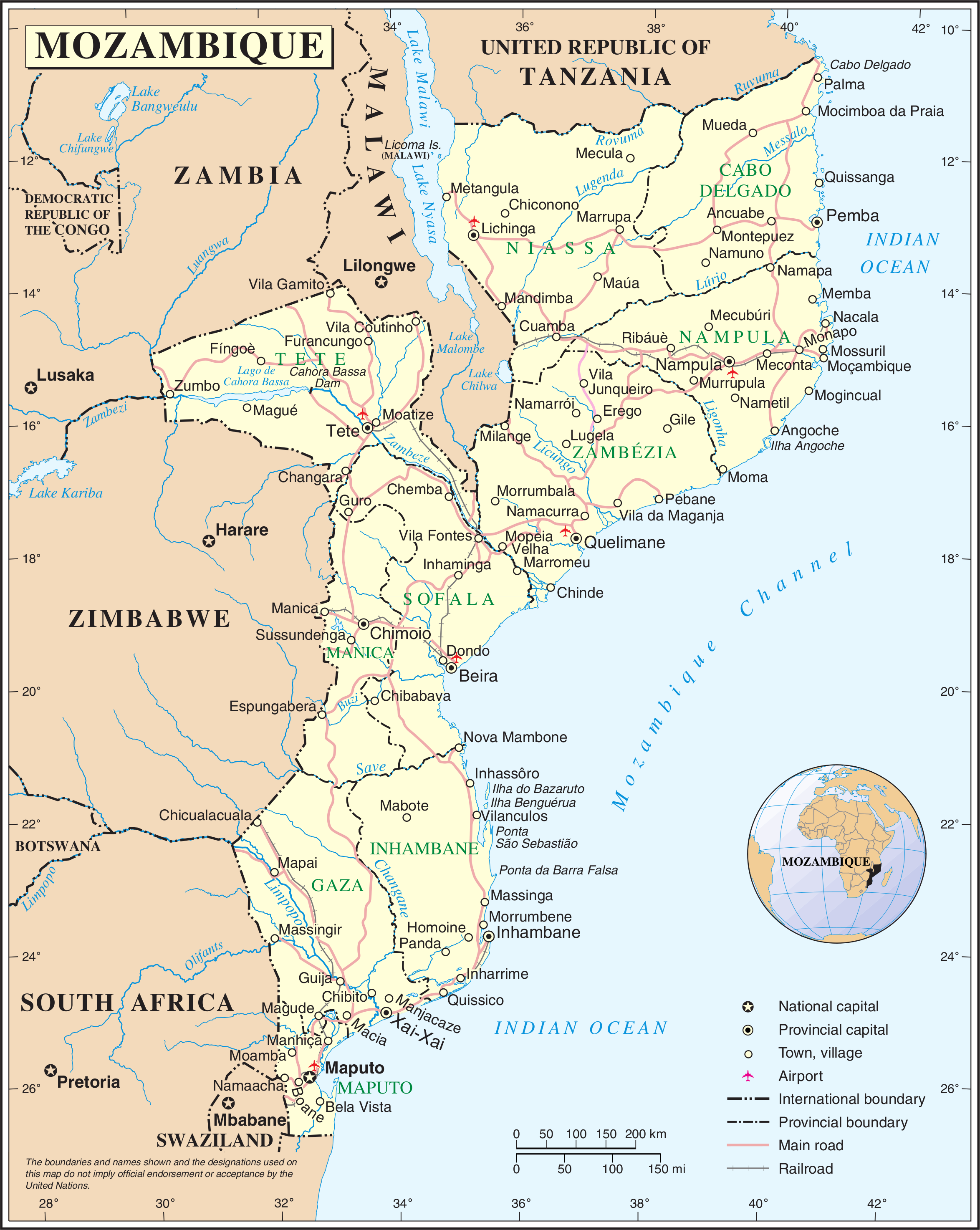
Kaart van Mozambique.

Dit is een lijst van rivieren in Mozambique, gerangschikt van noord naar zuid. De rivieren zijn geordend naar drainagebekken en de opeenvolgende zijrivieren zijn ingesprongen weergegeven onder de naam van elke hoofdrivier.

## Indische Oceaan
- Ruvuma
  - Lugenda
    - Lureco
    - Luatize
    - Lotchese
    - Luambala
    - Luchimua
    - Mandimbe
      - Ngalamu

  - Chiulezi
  - Luchulingo
  - Messinge (Msinje)
- Messalo
- Montepuez
- Lúrio
- Mecuburi
- Sanhute
- Monapo
- Mugincual
- Melúli
- Ligonha
- Melela
- Raraga
- Licungo
- Cuácua (Rio dos Bons Sinais, Quelimane)
  - Licuare
  - Lualua
- Mucarau
- Zambezi
  - Chinde (aftakking)
    - Inhaombe

  - Zangue
    - Nhamapasa

  - Shire
    - Malawimeer
      - Msinje

  - Pompué
  - Luenha
    - Mazowe
      - Ruya (Luia)

    - Gairezi (Cauresi)

  - Revúboé
  - Luia
    - Cherisse
    - Muangadeze
    - Capoche

  - Luangua (Duangua)
  - Mucanha
  - Messenguézi
  - Metamboa
  - Manyame (Panhame, Hunyani)
    - Angwa

  - Luangwa
- Micelo
- Mupa
- Chinizíua
- Sangussi
- Pungwe
  - Vunduzi
- Buzi
  - Revué
  - Lucite
- Gorongosa
  - Muar
- Save (Sabi)
- Govuro
- Inharrime
- Limpopo
  - Changane
  - Olifantsrivier
    - Shingwidzi

  - Mwenezi
- Komati (Incomati)
  - Mazimechopes
  - Nwanedzi
  - Nwaswitsontso
  - Sabie
- Matola
- Umbuluzi
- Tembe
- Maputo (Lusutfu)
  - Pongola
  - Tumbulumundo